# ロナルド・チャコン
ロナルド・ダニエル・チャコン・ザンブラーノ    (Ronaldo Daniel Chacón Zambrano  ,  1998年2月18日 - )は、ベネズエラ・タチラ州サン・クリストバル出身のプロサッカー選手。スロバキア・フォルトゥナ・リーガのFKセニツァに所属している。ポジションはFW。

## 来歴
2014年にデポルティーボ・タチラFCのトップチームに昇格し、プロデビュー。2015年シーズンにプリメーラ・ディビシオン初ゴールを記録するも、翌2016年シーズン途中にカラカスFCに移籍、2018年1月にはFKセニツァにローン移籍した。

## 代表経歴
2015年にU-17のベネズエラ代表に招集。2017年には2017 FIFA U-20ワールドカップのU-20代表にも招集された。代表チームは勝ち進み、決勝戦ではイングランドに敗れたものの、準優勝を果たした。